# Svensk Livland
Svensk Livland var en svensk besiddelse i Baltikum under stormagtstiden. Området, som udgjorde hoveddelen af det forudgående polsk Livland, erobredes 1621, og Sverige fik formelt ret til det ved våbenstilstanden i Altmark 1629. Sverige afstod Livland til Rusland 1721 ved freden i Nystad, men havde reelt mistet området allerede 1710.
Svensk Livland var mod nord afgrænset af Svensk Estland (som tillige omfattede øen Dagö), mod øst til Rusland og mod syd til de daværende polske provinser Kurland og Polsk Livland.
De største stæder i Svensk Livland var Riga og Dorpat (Tartu).

## Historie
År 1621 blev Riga erobret af Gustaf 2. Adolf under Anden polske krig (1600-1629), og ved våbenstilstanden i Altmark 1629 fik Sverige kontrol over hele det daværende Livland bortset fra den sydøstre del, (Letgallen). For Sverige var dette en meget vigtig erobring, for Livland kom derefter til at finansiere en tredjedel af det yderst store svenske krigsbudget. Riga var en betydningsfuld og rig handelsstad, den næststørste i den svenske stormagt efter Stockholm. Handelen der blev mestendels drevet af tyskere og hollændere.
Sverige satsede stort på at indlemme Livland i sit stormagtsrige: Allerede det første år (1629) dannedes et generalguvernement med Livland og Ingermanland, og den livlandske landdag genoprettedes. År 1630 indrettedes Livlands højeste domstol; hovrätten i Dorpat, 1632 grundlagdes Dorpats universitet, 1634 indrettedes en landmålerinstitution som gennemførte omfattende landmålinger og karteringer 1683 og 1693, og 1637 åbnedes en national bank.
År 1641 ejedes 40 % af jordbrugslandet af småbrugere, fra at tidligere helt være domineret af de gamle tyske adelsslægter fra den Tyske ordens tid. Flere reformer gennemførtes til fordel for den jævne befolkning. Livegenskabet afskaffedes 1661, og bønderne fik direkte klageret til kongen. År 1687 besluttede den livlandske landdag at indrette byskoler for den ikke-tyske del af befolkningen, og en bibeloversættelse til lettisk blev færdiggjort 1690.
Årene 1656-1658 led Livland hårdt under Karl 10. Gustavs russiske krig. Blandt andet ødelagdes Dorpats universitet.
Lige som i moderlandet Sverige gennemførtes 1680-1686 Karl 11.s reduktioner, som indebar, at adelen mistede mange privilegier. Dette stødte naturligvis på stærk modstand i den livlandske landdag, hvilket førte til, at generalguvernøren lukkede landdagen 1693 og at lederen af den livlandske modstand, Johann Patkul, året derpå dømtes til døden. Patkul havde dog held til at flygte og var med til at arbejde for Danmarks, Polens og Ruslands angrebsforbund mod Sverige, som 1700 startede den Store nordiske krig – den krig, som kom til at indebære slutningen på Sveriges stormagtstid.
Livland besattes af Rusland 1710 og blev formelt afstået 1721 ved freden i Nystad. Også denne krig ramte Livlands civile befolkning hårdt, således var befolkningen i Dorpat nede i blot 21 personer efter, at russerne havde erobret staden 1704.

## Forvaltning og embedsvæsen

### Adelens stilling
Under det svenske herredømme var Livland en under Sveriges krone lydende, i særegne former administreret provins, hvis statsretslige stilling dog gav anledning til tvister mellem konge og landstænder. Både Karl 11. og Gustaf 2. Adolf forsøgte at få de sidstnævnte til at sende ombud til den svenske Riksdag, men livlændingene hævdede principielt sin særstilling, og i 1634 års regeringsform begrænsedes repræsentationspligten til Sveriges og Finlands gamle område. Livlændingenes krav på bekræftelse af landsprivilegierne af 1561 blev ikke opfyldt af Gustaf Adolf, som dog i 1629 imødekom dem med en almen og provisorisk forsikring om privilegiernes faktiske beståen, hvilken bekræftedes af senere svenske regenter indtil enevældens indførelse, sidst af Karl 11. i 1678. På dronning Kristinas tid havde adelen under Otto von Mengdens ledelse held til at organisere sin magtstilling i nye institutioner; på landdagene, hvis virksomhed reguleredes i landdagsordningen af 1647, valgte den således en hauptmann og fra 1643 et landtråd, som, stillet ved generalguvernørens side, skulle overvåge dets interesser. Noget senere, fra 1660, begyndte den at tilstræbe en umiddelbar andel i den svenske statsmagts udøvelse og ansøgte nu om sin inkorporering i riksdag og riddarhus, men dette krav mødte vanskeligheder, og det indbrydende enevældets svenske stænder kunne udstrække reduktionen til Livlands adel uden dennes forudgående høring. De følgende protester blev ganske tilsidesatte, og i generalguvernøren grev Hastfer fandt kongen en energisk og hårdhændet medhjælper, mens adelsoppositionen i Patkul fik sin lidelsefuldeste advokat. Konflikten udvidedes fra 1690 til spørgsmålet om privilegiernes retskraft og eventuelle kodificering, men løstes radikalt af enevoldsmonarken ved forfatningerne af 1694, som fuldstændigt sønderbrød det økonomisk allerede lamslåede adelsregemente i Livland. Den strenge linje, som samtidig indledtes mod oppositionens ledere, foranledigede yderligere forbitrelse, og denne tog sig udtryk blandt andet i Patkuls landsforræderiske intriger.
De vigtigste af adelens rettigheder var uindskrænket myndighed over bønderne (både Gustaf 2. Adolf og Karl 11. fandt sig foranledigede til at tage bønderne under retslig beskyttelse mod adelens alt forgodtbefindende behandling) samt indehavelsen af lensgodserne efter länsrätten (lensretten). I henhold til denne var länsgodsens indehavere såvel som allodialgodsernes ejere (af dem var der dog kun få) frie fra andre ordinære skatter, men skulle udføre rusttjeneste, nemlig for hver femtende "haker" (en slags jordbeskatningsenheder) 1 ryttere og, årligt, 60 rigsdaler species. Adelens bønder måtte dog fra 1634 erlægge "stationen", en oprindeligt tilfældig, siden ordinær skat. Men Livlands adel var på sin side ikke så nøjeregnende med hvorledes, den kom i besiddelse af länsgods eller tidligere stifts- og ordensgods. Allerede de polske konger, siden tillige Gustaf 2. Adolf, befalede undersøgelser deraf, men disse blev ikke afsluttede. Livlændingene benægtede aldrig, at de forhenværende landsherrers godser rettelig tilhørte den svenske krone. Men da disse krongodser blev solgt, pantede eller bortgivne i strid mod Sveriges love og riksdagsbeslutninger – forlening af livlandske godser på Norrköpings besluts vilkår var en yderst vanlig foreteelse – blev en reduktion stadigt mere nødvendig. Dennes virkninger blev i Livland omstyrtende, i særdeleshed som de nys nævnte, af de polske konger og Gustaf 2. Adolf påbegyndte undersøgelser efterlod feltet åbent for vidt gående fordringer. Reduktionen gjorde kronen til indehaver af 5/6 af Livlands jord. At den i grunden var ubilligere i Livland end i Sverige turde dog være for meget sagt.
Sine rettigheder og interesser bevogtede adelen på landtdagene. Enligt 1647 års landtdagsordning skulle alle adelige godsindehavere indfinde sig ved dem. Landtmarskalken udnævntes af Livlands generalguvernør efter et af adelen fremsat forslag. Som genstande for forhandlinger var regeringens forslag og adelens svar. Afstemningen skete kredsvis. 1694 ophævedes den gamle landtdagsordning ligesom landtrådsinstitutionen, og det bestemtes, at landtdagen skulle sammentræde ikke hvert år, som det hidtil havde været tilfældet, men alene når kongen fandt det for godt. En af generalguvernøren udnævnt "hauptmann" skulle føre "direktionen", men under generalguvernørens "præsidium". Kollektive beklagelser på landtdagene blev forbudte; den misfornøjede henvistes til generalguvernøren og kongen.

### Stædernes forvaltning
Stæderna havde egne privilegier og vidstrakt selvstyre, hvilken dog indskrænkedes af Karl 11. Kun Riga sendte ombud til landtdagen. Rigas vigtigste pålagte betalingspligt var 100.000 polske gylden, som skulle erlægges ved hver svensk konges kroning.

### Generalguvernøren
Livlands forvaltning som svensk besiddelse ordnedes 1629, da Johan Skytte var generalguvernør over Livland, Ingermanland og Karelen. Han havde under sig guvernører og statholdere. 1642 var Livlands fastland et eget generalguvernement, til hvilket efter Kristinas død i 1689 også Ösel (Saaremaa) i militær henseende henlagdes. Generalguvernøren, som altid var et af rigets råd, og som til 1642 residerede i Dorpat (Tartu), derefter i Riga, stod i spidsen for Livlands hele styrelse og forvaltning. Dømmende myndighed havde han ikke, men skulle overvåge domstolene og dommernes domsvirksomhed. Hans kancelli bestod fra starten, foruden af lavere tjenestemænd, af en svensk og en tysk sekretær. Under dronning Kristina tilkom en oversekretær, som tillige ofte tillige var tysk sekretær, altid assistensråd. Ved siden af generalguvernøren og guvernøren havde dette assistensråd til opgave at behandle de administrative anliggender. I 1687 ophævedes dette embede, og i dets sted tilsattes en statssekretær, hvis titel dog snart nedrangeredes til generalguvernementssekretær. De kamerale gøremål forvaltedes, foruden af lavere embedsmænd, af en kamrerare, men 1651 tilsattes tillige for dem et assistensråd. I 1687 kom i dettes sted en statskommissarie, hvis anliggender dog snart overflyttedes på en overkamrerare. Denne sidstnævnte havde ved siden af generalguvernøren at opgøre provinsens stat, modtage, forvalte og udbetale kronens midler samt nærvære ved mønstringerne.
Samtidig med generalguvernementssekretæren tilsattes en generalguvernementskamrerer. Den sidste generalguvernør, Erik Dahlbergh, havde 15.000 daler smt i løn. Generalguvernørens nærmeste mand var guvernøren i Riga, hvilken altid var en general. På Øsel og i Dorpat fandtes "landshøvdinge" (svensk: landshöfding) samt i Riga en særskilt statholder. Den sidstnævnte og landshøvding i Dorpat blev i 1690 "ekonomiståthållare", den ene for det lettiske, den anden for det estiske Livland, med ansvaret at have oversyn over de kongelige domæner samt under kontrol af generalguvernøren og Kammerkollegium opgøre vilkårene for "kronoarrendena" (kronens fæstebønder). En kataster (mantalslægd) for Livland oprettedes ved en i årene 1638-1641 virkende kommission, som bestemte, at hver "gesinde" (bondegård), som gjorde 12 dagsværk om ugen, skulle regnes for en "hake". Derigennem blev antallet af "haker" i hele Livland 4.343. I sammenhæng med reduktionen opgjordes 1683-1690 en ny kataster, og til grund for denne lagdes jordens godhed, hvilken beregnedes efter 4 skattegrader. De bondegårde – länderier under ridderskabets eget brug var skattefrie -, hvilkes samtlige årlige utskylder (betalinger af skatter med mere) den kongelige taxeringskommission havde beregnet til 60 rigsdaler sp., skulle anses for en "hake". Gennem denne kataster blev bøndernes betalingsbyrder nøje fastsatte og en tøjle lagt på godsejernes prejerier. Haketallet voksede gennem denne til 6.236. Den svenske stats indkomster af Livland udgjorde i slutningen af 1600-tallet årligt omkring 900.000 daler smt, hvoraf krondomæner betalte 375.000. Till Livlands forvaltning og forsvarsvæsen gik omkring 500.000 daler smt. Resten var hovedsagelig reserveret til lønninger for de kongelige råder og Sveriges udenlandske beskickningar (udstationerede) samt til flådens behov.

#### Generalguvernører over Livland
- 1622-1628 Jacob De la Gardie
- 1628-1629 Gustaf Horn
- 1629-1633 Johan Skytte
- 1633-1634 Nils Assersson Mannersköld
- 1634-1643 Bengt Bengtsson Oxenstierna
- 1643-1643 Herman Wrangel
- 1644-1644 Erik Eriksson Ryning
- 1645-1647 Gabriel Bengtsson Oxenstierna
- 1649-1651 Magnus Gabriel De la Gardie
- 1652-1653 Gustaf Horn
- 1655-1657 Magnus Gabriel De la Gardie
- 1661 Axel Lillie (modtog ej embedet)
- 1662-1665 Bengt Gabrielsson Oxenstierna
- 1666-1671 Clas Åkesson Tott d.y.
- 1671-1674 Fabian von Fersen
- 1674-1686 Krister Klasson Horn af Åminne
- 1687-1695 Jacob Johan Hastfer
- 1696-1702 Erik Dahlbergh
- 1702-1706 Carl Gustaf Frölich
- 1706-1709 Adam Ludwig Lewenhaupt
- 1709-1709 Henrik Otto Albedyll
- 1709-1710 Nils Stromberg

### Forsvaret
Krigsmagten i Livland, under fredstid opgående til 5.000-6.000 mand, stod under generalguvernörens overbefal. Denne og guvernören havde under Karl 11.s regering hver sit hvervede regiment på 1.000 mand, hvilke sammen med 3 bataljoner af de finske inddelte regimenter udgjorde garnisonerne i Riga, Dünamünde, Kobron og Kokenhusen. På Dorpats og Pernaus fæstninger var et hvervet infanteriregiment fordelt. 200-300 mand artilleri var forlagte i Livland, og af det 1680 på de 3 Østersøprovinser fordelet Von der Pahlenska kavaleriregement kom 300-400 mand på Livland. Den "livländske" adelsfane regnede 200, den "øselske" 1. "stiftske" 50 mand.

#### Svenske regimenter stationerede i Livland
- Infanteri
  - Guvernementsregementet i Riga, opsat 1690, blev taget til fange i Riga 1710, 1.000 mand
  - Garnisonsregementet i Riga, omorganiseret 1686 med dette navn, lev taget til fange i Riga 1710, 1.000 mand
  - Fem livlandske infanteriregementer, 1.000-1.400 mand
  - Fire livlandske infanteribataljoner, 400-500 mand hver
- Kavaleri
  - Adelsfanan i Livland og på Ösel, tidligst kendte adelsryttere i Livland var 1615, tilfangetaget i Poltava (1709) og Riga (1710), 300 ryttere
  - To livlandske dragonregementer (1700-1709), 600 mand hver
  - To livlandske dragonskvadroner (1701-1710), 123-200 mand
  - Öselska Lantdragonskvadronen[2]

### Domstolsforvaltningen
Domstolene var "ordnungsgerichte" for politilformål på landet, 4 "landgerichte" og hovretten i Dorpat, hvorfra man kunne appellere til kongen. Fra Riga stads domstole apelleredes til Svea hofrätt.

### Kirkeforvaltningen
Kirkestyrelsen blev organiseret ved indsættelse af en superintendent 1622, og ved konsistorialordningen af 1634 indrettedes i Riga og Dorpat underkonsistorier ved siden af et overkonsistorium i Dorpat, samtlige med såvel åndelige som verdslige ledere. Denne organisation, som modificeredes i 1636 og 1640, forstyrredes af vedvarende tvister mellem superintendent og konsistorier. Karl 11. indførte 1686 års svenske kirkolov og fjernede 1694 de adelige bisiddere fra overkonsistoriet samtidig med, at adelens patronatsret ophævedes.
For undervisningsvæsenet sørgedes ved oprettelsen af universitetet i Dorpat (1632) samt indrettelsen af gymnasier og andre skoler. For bøndernes børn organiseredes en slags sogneskoler. Universitetet gik under i russerfejden i 1650-tallet, men det reorganiseredes af Karl 11. i 1690; ved Store nordiske krigs udbrud flyttedes det til Pernau.

### Forvaltningsarven
Livlands første hersker på den russiske trone, Peter den Store, ikke blot måtte overholde de vilkår, som staden Riga og ridderskabet betingede sig ved Rigas kapitulation i 1710, nemlig at den evangelsk-lutherske lære samt deres fri- og rettigheder skulle lades uantastede, men bekræftede tillige Sigismund Augusts privilegier, dog med tilføjelsen: "så vidt de lade tillempe sig på for hånden værende herrevælde og tider". Alle følgende russiske regenter bekræftede dem med samme forbehold, og livlændingene betragtede dem som sin grundlov. Peter den Store tillod en tilbagegang i reduktionen samt tilbagevenden til den gamle forfatning og forvaltning, således som denne var inden 1694. Mange indretninger og forfatninger, som Livland fik under den tid, det tilhørte det svenske vælde, bestod helt frem til begyndelsen af 1900-tallet.